# Tienshanosaurus chitaiensis
Il tienshanosauro (Tienshanosaurus chitaiensis) è un dinosauro erbivoro appartenente ai sauropodi. Visse all'inizio del Giurassico superiore (Oxfordiano, circa 160 milioni di anni fa) e i suoi resti fossili sono stati ritrovati in Cina. È stato uno dei primi dinosauri descritti in Cina.

## Descrizione
Questo dinosauro è conosciuto per alcuni resti incompleti, comprendenti principalmente numerose vertebre, parti delle ossa delle zampe e dei cinti. I fossili, piuttosto frammentari, non permettono una ricostruzione dettagliata; in ogni caso, Tienshanosaurus doveva essere un sauropode di taglia relativamente modesta, lungo circa 12 metri. Come tutti i sauropodi, doveva possedere collo e coda lunghi e arti colonnari che sostenevano un corpo massiccio. L'ischio era massiccio ma non possedeva l'espansione distale tipica di molti sauropodi; la scapola non era molto robusta, e le zampe anteriori dovevano essere relativamente corte.

## Classificazione
Tienshanosaurus è stato scoperto nel 1930 e descritto per la prima volta da Young nel 1937, sulla base di resti fossili provenienti dalla formazione Shishugou, nello Xinjiang. È uno dei primi dinosauri scoperti e classificati in Cina. Inizialmente furono notate le presunte somiglianze con il ben noto Camarasaurus nordamericano, poi vennero riscontrate similitudini con un'altra forma cinese, Euhelopus; come quest'ultimo, infatti, Tienshanosaurus possedeva centri vertebrali cervicali con la superficie articolare posteriore cava (opistocele); queste somiglianze portarono a una sinonimia tra i due generi (Martin-Rolland, 1999). Al contrario di Euhelopus, però, Tienshanosaurus possedeva vertebre dorsali cave sia anteriormente che posteriormente (anficele). Secondo revisioni più recenti, Tienshanosaurus potrebbe essere strettamente imparentato con alcuni sauropodi africani piuttosto primitivi (Tazoudasaurus, Spinophorosaurus).